# Zeitschrift für Schweizerisches Recht
Die Zeitschrift für Schweizerisches Recht (auch: Revue de droit suisse, Rivista di diritto svizzero, ZSR und ZSchweizR) ist eine schweizerische Zeitschrift, die auch als offizielles Veröffentlichungsorgan des Schweizerischen Juristenvereins (SJV) dient, beispielsweise seit 1898 für die Sammlung Schweizerischer Rechtsquellen. Die Zeitschrift erscheint in fünf bis sechs Ausgaben jährlich beim Helbing Lichtenhahn Verlag in Basel.
Die Zeitschrift hat eine lange Tradition, sie wurde 1852 von Johannes Schnell, Friedrich von Wyss, Friedrich Salomon Ott und Johann David Rahn gegründet und erschien in folgenden Zeitabschnitten:
- Nr. 1, 1852 bis Nr. 22, 1882
- Nr. 1, Band 23, 1882 bis  Nr. 43, Band 65, 1924
- Band 44, 1925 bis Band 77, 1958
- Band 78, 1959 bis heute

Die Herausgeber der Zeitschrift sind (Stand 2020): Pascal Pichonnaz, Ruth Harnet, Samantha Besson, Peter R. Isler, Vincent Martenet und Andreas Zünd. Die Internationale Standardnummer für fortlaufende Sammelwerke ist 0254-945X.